# Arabis
- Commons
- Wikispecies

Arabis L. é um género da família das Brassicaceae, subfamília Brassicoideae.

## Descrição
Espécies de Arabis são herbáceas, de folhagem perene ou anual. Atingem de 10 a 80 cm de altura, comumente possuindo folhas de 1 a 6 centímetros de comprimento e flores pequenas e brancas de quatro pétalas. O fruto é uma cápsula fina e alongada, contendo de 10 a 20 sementes. Costumam crescer em locais secos ou rochosos.

## Taxonomia
Embora Arabis fosse tradicionalmente reconhecido como um grande gênero com muitas espécies no Velho Mundo e no Novo Mundo, estudos genéticos mais recentes sugerem que o velho gênero Arabis contém dois grupos principais, que não são parentes mais próximos, assim sendo divididos em dois gêneros. A maior parte das espécies do Velho Mundo permanecem no gênero Arabis, enquanto a maior parte das espécies do Novo Mundo foram movidas para o gênero Boechera, com poucas permanecendo no gênero original.

## Sinonímia
| - Arabidium Spach - Arabisa Rchb. - Boechera Á. Löve & D. Löve - Euxena Calest. - Fourraea Greuter & Burde | - Hylandra Á. Löve - Shortia Raf. - Stenophragma Čelak. - Turrita Wallr. - Turritis L. |

## Espécies
- Arabis aculeolata
- Arabis alpina
- Arabis armena
- Arabis blepharophylla
- Arabis caucasica
- Arabis cypria
- Arabis glabra
- Arabis hirsuta
- Arabis kazbegi
- Arabis kennedyae
- Arabis lemmonii
- Arabis macdonaldiana
- Arabis procurrens
- Arabis pycnocarpa
- Arabis scabra
- Arabis serotina

## Classificação do gênero
| Sistema | Classificação                        | Referência               |
| ------- | ------------------------------------ | ------------------------ |
| Linné   | Classe Tetradynamia, ordem Siliquosa | Species plantarum (1753) |